# Ahmed Goumar
Ahmed Goumar Amadou, (* 22. února 1988 ve Filingué, Niger) je nigerský zápasník–judista. S judem začal v 15 letech na střední škole. Připravuje se v Niamey v hale postavené k příležitosti pořádání Frankofonních her v roce 2005. Pravidelně se účastní tréninkových kempů v Rouen ve Francii. V roce 2016 dosáhl na africkou kontinentální kvótu pro účast na olympijských hrách v Riu, kde vypadl v prvním kole.